# Ксенжа-Кемпка
Ксенжа-Кемпка (пол. Księża Kępka) — село в Польщі, у гміні Хоцень Влоцлавського повіту Куявсько-Поморського воєводства.
У 1975-1998 роках село належало до Влоцлавського воєводства.